# Vivian Kubrick
Vivian Vanessa Kubrick, nota anche con lo pseudonimo di Abigail Mead (Los Angeles, 5 agosto 1960), è una regista, compositrice e musicista statunitense, nota per le sue collaborazioni col padre, il regista Stanley Kubrick.

## Biografia
Vivian Kubrick è nata il 5 agosto 1960 a Los Angeles, dal regista Stanley Kubrick e dall'attrice Christiane Harlan Kubrick. Aveva una sorella maggiore, Anya (6 aprile 1959-7 luglio 2009), dalla quale si diceva che fosse "inseparabile" durante l'infanzia. Ha anche una sorellastra più anziana, Katharina, nata dal primo matrimonio di sua madre e cresciuta con lei. È apparsa in quattro film di suo padre: è la figlia del dottor Floyd, che appare in una video-chiamata quando questi gli fa degli auguri per il compleanno, in 2001: Odissea nello spazio (1968), come ospite alla festa di compleanno di Bryan in Barry Lyndon (1975), come ospite su un divano da sala da ballo in Shining (1980) e come operatore di macchina da presa in Full Metal Jacket (1987).
La Kubrick ha diretto, girato e montato un documentario di mezz'ora per la BBC, Making The Shining, che è incluso in tutti i DVD e in molte videocassette del film. Ha composto la colonna sonora del successivo film del padre, Full Metal Jacket (1987), usando lo pseudonimo Abigail Mead. Ha anche girato 18 ore di riprese per un documentario sulla realizzazione del film, rimasto incompiuto. Suo padre le chiese di comporre la colonna sonora per Eyes Wide Shut (1999), ma la donna partì per la California senza completarla. Sebbene Stanley Kubrick le abbia scritto una lettera di 40 pagine nel tentativo di convincerla a tornare, ha scelto di non farlo. Per il film fu utilizzata la musica di Jocelyn Pook.
Nell'ottobre 2008 Vivian Kubrick ha preso parte a una proiezione per il 40º anniversario di 2001: Odissea nello spazio, sponsorizzata dalla Jules Verne Society, dove è apparsa sul palco con l'attore Keir Dullea, protagonista del film, Daniel Richter che ha interpretato la scimmia principale nel film, e Malcolm McDowell che ha recitato nel film successivo di suo padre, Arancia meccanica (1971). Ha accettato il premio Legendaire della Società per conto di suo padre.
Estremista di destra e adepta di Scientology, Vivian Kubrick ha dichiarato di credere a varie teorie del complotto: è tra l'altro una negazionista del Covid-19. Al tempo stesso ha difeso la memoria del padre escludendo ogni suo possibile coinvolgimento nella teoria del complotto lunare, verso la quale si è mostrata scettica.